# Урош Пена
Урош Пена (Мркоњић Град, 31. октобар 1959 — Бања Лука, 2. јул 2024) био је полицијски службеник и универзитетски професор. Пена је био доктор правних наука и бивши директор Полиције Републике Српске.

## Биографија
Рођен је 1959. године у Мркоњић Граду. Дипломирао је 1982. на Правном факултету Универзитета у Бањалуци. Магистрирао је и докторирао на Правном факултету у Крагујевцу.
Дужност директора Полиције Републике Српске је обављао у периоду од јуна 2006. до 22. јула 2010. године. Послије тога био је замјеник директора Дирекције за координацију полицијских тијела Босне и Херцеговине до оставке 2018. године.
Сахрањен је 3. јула 2024. године на бањалучком градском гробљу Врбања.